# ロモ・サルタード

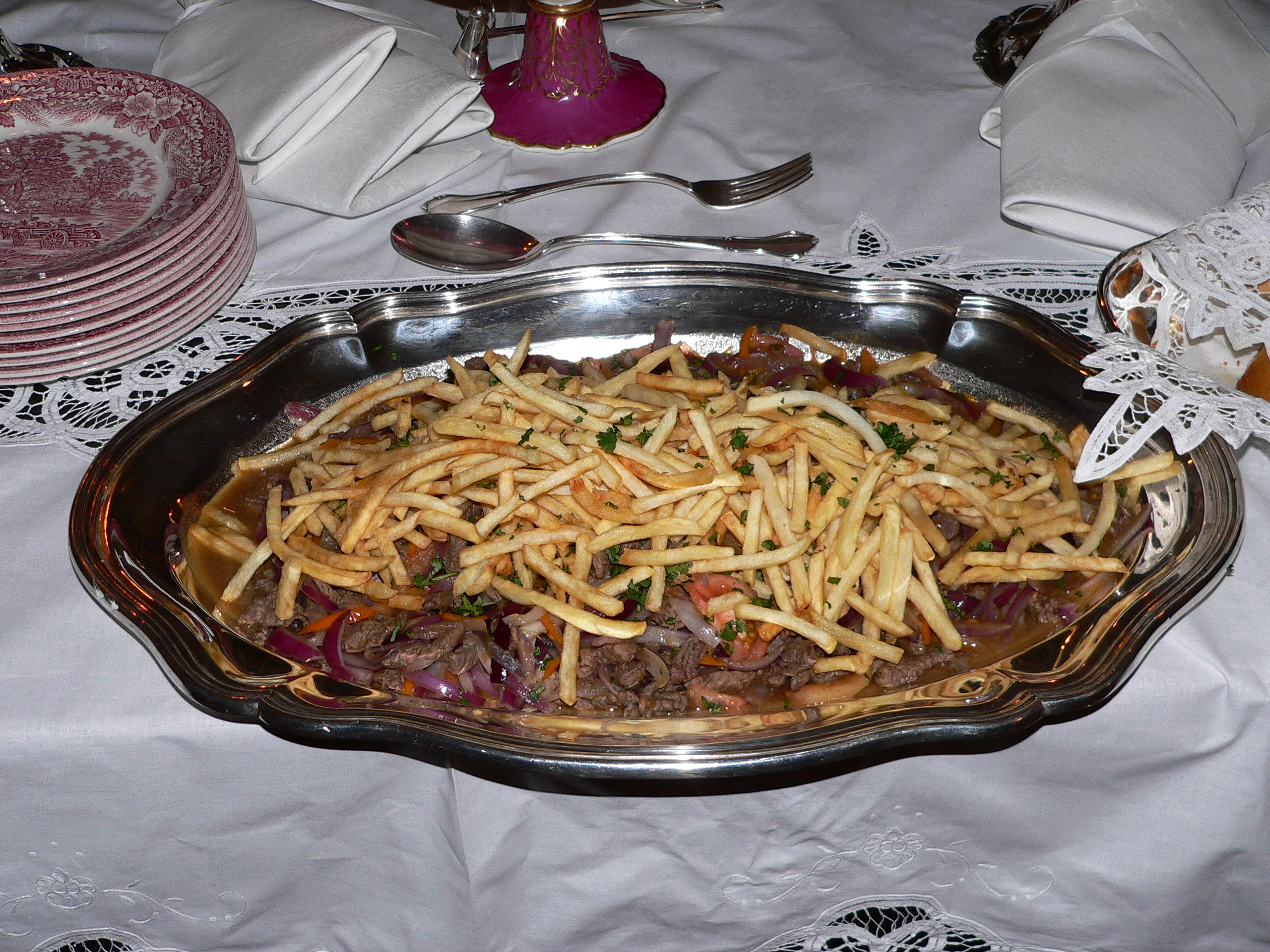
レストランで出されるロモ・サルタード

ロモ・サルタード（西: Lomo Saltado）は、ペルーの伝統的な料理の一つで、牛肉と野菜の炒め物である。中華風の調理法、アジア系調味料を使うことで知られる。

## 概要
19世紀中ごろにペルーに移民してきた中国人とくに広東人の影響を受けはじめた時期に作られたもので、ペルーのクリオージョ料理と中華料理が融合したチファ料理の一つである。
材料に多少異なる組み合わせがあるためバリエーションがある。アンデス山脈地域でも好まれているため、ペルーに限らず隣国エクアドルでも人気がある。ロモ・サルタードはペルー人の住む世界各国の大都市・中規模都市のペルーレストランなら必ずメニューに載っている定番で、日本人にも比較的食べやすい料理である。
白米（インディカ種）の上に、油で炒めた牛肉と野菜をのせて、炒め汁をかけ、その上にフライドポテトを盛り付ける。炒める野菜はタマネギ、紫タマネギ、ピーマン、サヤエンドウ、マッシュルーム、トマト、ミニトマトなど。香辛料・調味料にはニンニク、パセリ、パプリカ、アヒ・アマリージョ 、ワインビネガー、バルサミコ酢、醤油、椎茸風味の中華醤油（老抽）、オレガノ、クミン、塩、コショウなどがよく用いられる。
炒め汁の代わりにチキンブイヨンとコーンスターチに調味料を加えたソースを別に作ったり、フライドポテトを野菜とともに炒めたり、白米を炒め物の下ではなく横や別皿に添えることもある。